# Тетрапалладийуран
Тетрапалла̀дийура́н — бинарное неорганическое соединение, интерметаллид
палладия и урана
с формулой UPd4,
кристаллы.

## Получение
- Сплавление стехиометрических количеств чистых веществ:

{\displaystyle {\mathsf {4Pd+U\ {\xrightarrow {1525^{o}C}}\ UPd_{4}}}}

## Физические свойства
Тетрапалладийуран образует кристаллы кубической сингонии, пространственная группа P m3m, параметры ячейки a = 0,4068 нм, Z = 1,
структура типа тримедьзолота AuCu3.
Соединение образуется по перитектической реакции при температуре 1525 °C.